# Paraclathurella aditicola
Paraclathurella aditicola é uma espécie de gastrópode do gênero Paraclathurella, pertencente a família Clathurellidae.